# Давлеканово (Бураєвський район)
Давлека́ново (рос. Давлеканово, башк. Дәүләкән) — присілок у складі Бураєвського району Башкортостану, Росія. Входить до складу Тангатаровської сільської ради.
Населення — 26 осіб (2010; 45 у 2002).
Національний склад:
- удмурти — 93 %